# Herb gminy Grodziec
Herb gminy Grodziec – symbol gminy Grodziec, ustanowiony 30 czerwca 1997.

## Wygląd i symbolika
Herb przedstawia na tarczy w polu żółtym basztę obronną z fosą otaczającą gród, a nad nią czerwoną koronę. Jest to nawiązanie do nazwy gminy oraz legendy o rozżarzonej koronie, naciśniętej na głowę polskiego szlachcica przez oficera szwedzkiego. 